# Johann Wagner (Politiker, 1897)
Johann Wagner (* 27. April 1897 in Stegersbach; † 27. Dezember 1979 ebenda) war ein österreichischer Politiker (CSP, VF, ÖVP) und Landeshauptmann (22. Juni 1956 bis 8. August 1961) des Burgenlands.
Johann Wagner war von 1927 bis 1930 burgenländischer Landtagsabgeordneter, von 1930 bis 1931 saß er für die Christlichsozialen im Nationalrat. Bis 1936 war er Mitglied der Landesleitung der Vaterländischen Front. 1937 war Wagner Kammerrat der Burgenländischen Handels- und Gewerbekammer.
Nach dem Zweiten Weltkrieg schloss er sich der ÖVP an, von 1945 bis 1956 war er burgenländischer Landesrat; 1953 war er noch einmal kurz im Nationalrat. Von 1956 bis 1961 bekleidete er schließlich das Amt des burgenländischen Landeshauptmannes.
1963 bis 1966 war er Präsident des Österreichischen Wirtschaftsbundes.
Neben seiner politischen Karriere betrieb Wagner ein Wirtshaus in Stegersbach.